# Anna University

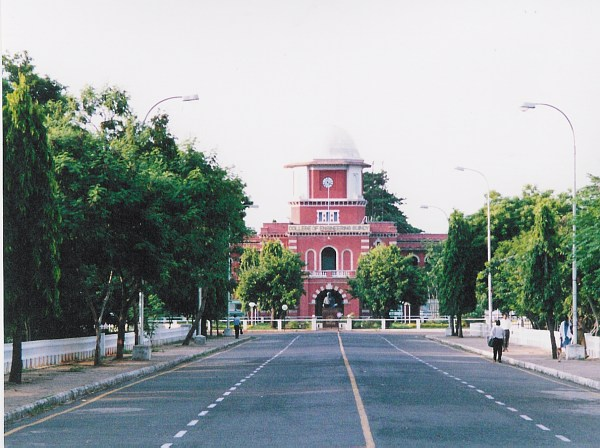
Campus der Anna University

Die Anna University ist eine staatliche Universität in Chennai im indischen Bundesstaat Tamil Nadu. Sie gehört zu den führenden technischen Hochschulen in Indien. Die Hochschule ist auf die Fachbereiche Ingenieurwesen, Naturwissenschaften und Technologie spezialisiert.

## Geschichte
Die Anna University wurde 1978 gegründet, um verschiedene technische Hochschulen in Chennai zu einer technischen Universität zu vereinen. Zu den ältesten dieser Colleges gehört zum Beispiel das 1794 gegründete College of Engineering, Guindy. Ihren Namen erhielt die Anna University nach dem Politiker C. N. Annadurai (genannt Anna).

## Fakultäten und Einrichtungen
Die Hochschule ist auf 3 Standorte verteilt:
Der Hauptcampus im südlichen Teil von Chennai besteht aus dem College of Engineering, Guindy, das Alagappa College of Technology, sowie die School of Architecture and Planning. Weiterhin gibt es den Campus des Madras Institute of Technology in Chrompet sowie den Campus in Taramani.
Constituent Colleges
- College of Engineering, Guindy
- Alagappa College of Technology
- Madras Institute of Technology
- School of Architecture and Planning

Weiterhin gehören 6 staatliche Ingenieurhochschulen, 3 staatlich unterstützte private Hochschulen sowie 225 eigenfinanzierte Hochschule zu der Anna University. Fast alle Ingenieurschulen von Tamil Nadu gehören der Anna University an.